# Partecipanza agraria di Nonantola
La Partecipanza Agraria di Nonantola è un singolarissimo istituto che corrisponde al fenomeno, un tempo diffuso, della proprietà indivisa (partecipanza) della terra.

## L'origine dell'istituto
L'istituto ha la sua derivazione dalle enfiteusi concesse dall'abbazia di Nonantola fin dall'Alto Medioevo. La prima concessione perpetua risale alla concessione enfiteutica del 1058, quando abate era Gottescalco. Per quanto riguarda i beni che costituiscono l'attuale Partecipanza Agraria di Nonantola, essi risalgono a concessioni a tempo del 1442 e del 1453.
In detta concessione i beneficiari risultano i nonantolani. Vengono indicati anche tutti coloro che dai luoghi limitrofi avessero voluto trasferirvisi, Originari e foresti avevano però un uguale obbligo della residenza e della inalienabilità. L'enfiteusi prevedeva un moderato canone enfiteutico, del pagamento di un modesto canone. Collegato vi era l'uso civico di pascolo e legnatico sui "terreni comuni".
Nel 1481 il duca di Ferrara e Modena, Ercole I, stabilì che le rendite ricavate dai terreni concessi in enfiteusi fosse destinato per la metà agli abitanti di Nonantola per singoli focolari e pertanto denominati estimo fumante,  per l'altra metà fosse assegnata per testa esclusivamente agli abitanti che non avessero altre terre. I primi venivano chiamati Bocca morta e poteva essere acquistata, in caso di acquisto di terra, da parte di chi era assoggettato. Per gli altri detti Bocca Viva il comune creò cinquanta liste, dette Co'. I terreni furono suddivisi, appunto in 50 particelle che venivano assegnati per nove anni al capo Co'. Si passò, perciò ad un elenco chiuso  di chi aveva diritto a partecipare ai Co'. In questi anni la ripartizione dei terreni avveniva ogni 9 anni, questo significava che il partecipante, assegnatario di un appezzamento lo coltivava in modo adeguato solo per i primi 5 o 6 anni, dopo di che non si preoccupava più di fertilizzare la terra perché sapeva che quel terreno sarebbe toccato ad altri nel seguente riparto. Per questo motivo, agli inizi degli anni 70 i partecipanti riuniti in assemblea generale, aumentarono la durata del riparto a 18 anni e raddoppiarono la superficie media di ogni "cò".

## Situazione attuale
Attualmente la Partecipanza Agraria è proprietaria di circa 765 ettari di terreno. Data la difficoltà nel diritto italiano moderno di concepire la proprietà collettiva delle terre, usuale nell'alto medioevo, si è ricorso ad un ente morale con un proprio Regolamento-Statuto che prevede un'Assemblea Generale dei Partecipanti, il Consiglio di Amministrazione, la Giunta Esecutiva e il Presidente.
Le famiglie facenti parte della Partecipanza sono tuttora le stesse 22 che concorsero alla sua creazione: Abati, Ansaloni, Apparuti, Bevini, Borsari, Bruni, Cerchiari, Corradi, Grenzi, Magnoni, Medici, Melotti, Piccinini, Reggiani, Serafini, Sighinolfi, Simoni, Succi, Tavernari, Tori, Vaccari, Zoboli. Alcune di queste famiglie sono ormai ridotte a pochi elementi, tuttavia conservano il diritto al pari di quelle più diffuse.
Le terre vengono passate in modo ereditario dai padri ai figli finché questi conservano la cittadinanza nonantolana. Una recente modifica statutaria ha permesso per la prima volta alle donne di poter partecipare alla suddivisione dei terreni durante il riparto, attività fino a pochi anni fa destinata solo ai figli maschi.
I documenti di passaggio delle terre consentono di conoscere la genealogia delle famiglie fino alle origini della Partecipanza, quindi lungo un ampio arco temporale, ciò rappresenta un caso raro per famiglie non nobiliari.
Con la legge regionale 22 novembre 1976 n. 49 (abrogata con Legge Regionale 5 dicembre 1996 n. 49), le partecipanze agrarie di Cento, Pieve di Cento, Nonantola, San Giovanni in Persiceto, Sant'Agata Bolognese e Villa Fontana, furono ammesse a godere delle provvidenze previste per le cooperative agricole in quanto, recita il testo normativo, "Comunità, rette da propri ordinamenti statutari e sottoposte alla vigilanza della Regione". Tali agevolazioni sono sottoposte a queste condizioni:
1. le opere realizzate con i contributi ricevuti debbono diventare di piena proprietà dell'Ente Partecipanza.
2. il tempo minimo di godimento del terreno assegnato deve essere di anni 18
3. fabbricati ed impianti fissi di interesse plurimo vanno costruiti in area da sottrarre alle successive assegnazioni
4. oneri e benefici che derivano a singoli ed associati dalla realizzazione di iniziative comuni, sono stabiliti da apposito regolamento approvato dagli organi competenti delle Partecipanze Agrarie e da sottoporre ad approvazione del Consiglio Regionale.

All'atto dell'emanazione della legge fu temporaneamente consentito di applicarne i benefici anche alle assegnazioni di tempo minore di 18 anni, ma questa deroga terminò nel 1980.
Con la legge regionale 2 dicembre 1988, n. 49, si estese l'applicabilità della legge precedente anche ai Comuni ed alle Associazioni Agrarie che amministrano beni di uso civico. Anche questa legge fu abrogata con Legge Regionale 5 dicembre 1996 n. 49.
L'ultimo riparto dei terreni risale a giugno 2021 e sarà in vigore fino al 2033. I 12 anni che intercorrono oggi tra un riparto e l'altro sono considerati un tempo sufficientemente lungo per gli investimenti agrari ma che permetta allo stesso tempo di coltivare in regime di agricoltura biologica. 
Per garantire l'equa ripartizione dei terreni si applica, ancora oggi, un sistema a sorteggio: si divide il tenimento in tanti appezzamenti (detti Cò) e tramite l'estrazione a sorte si assegna ogni appezzamento ad un Capo Cò. Ogni appezzamento viene ulteriormente diviso in un numero uguale di frazioni minori dette "bocche". Ad ogni Capo Famiglia vengono assegnate un numero di "bocche" pari al numero di componenti della propria famiglia. 
Con le terre assegnate è possibile:
1. coltivarle direttamente o affittarle ad un conduttore anche non Partecipante
2. cederla in gestione all'Ente Partecipanza che si fa carico di tutti gli oneri e si impegna ad utilizzarla per favorire attività di valorizzazione storica, culturale e/o ambientale.[7]